# Кызылаут
Кызылаут (каз. Қызылауыт, до 199? г. — Комсомол) — село в Таласском районе Жамбылской области Казахстана. Административный центр Кызылаутского сельского округа. Находится примерно в 26 км к северу от районного центра, города Каратау. Код КАТО — 316241100.

## Население
В 1999 году население села составляло 1622 человека (818 мужчин и 804 женщины). По данным переписи 2009 года, в селе проживали 1094 человека (561 мужчина и 533 женщины).

## Достопримечательности
В 8 км к юго-востоку от села находится археологический памятник — палеолитическое поселение Бориказган.